# Шнебергер, Карлос
Ка́рлос Шне́бергер (исп. Carlos Schneeberger; 21 июня 1902, Лаутаро — 1 октября 1973, Темуко, Чили) — чилийский футболист, нападающий, участник чемпионата мира 1930 года.

## Биография
В начале 1930-х гг. выступал за «Коло-Коло». Дебютировал в национальной сборной в товарищеском матче против Уругвая в декабре 1927 года. Участвовал в Олимпийском футбольном турнире 1928 года в Амстердаме, провёл два матча. В 1930 году играл на первом чемпионате мира в Уругвае. Выходил на поле в играх против Мексики и Франции.
| Матчи и голы Карлоса Шнебергера за сборную Чили | Матчи и голы Карлоса Шнебергера за сборную Чили | Матчи и голы Карлоса Шнебергера за сборную Чили | Матчи и голы Карлоса Шнебергера за сборную Чили | Матчи и голы Карлоса Шнебергера за сборную Чили | Матчи и голы Карлоса Шнебергера за сборную Чили | Матчи и голы Карлоса Шнебергера за сборную Чили |
| ----------------------------------------------- | ----------------------------------------------- | ----------------------------------------------- | ----------------------------------------------- | ----------------------------------------------- | ----------------------------------------------- | ----------------------------------------------- |
| №                                               | Дата                                            | Место проведения                                | Соперник                                        | Счёт                                            | Голы                                            | Турнир                                          |
| 1                                               | 10 декабря 1927                                 | Винья-дель-Мар, Чили                            | Уругвай                                         | 2:3                                             | -                                               | Товарищеский матч                               |
| 2                                               | 27 мая 1928                                     | Амстердам, Нидерланды                           | Португалия                                      | 2:4                                             | -                                               | Олимпийские игры 1928                           |
| 3                                               | 5 июня 1928                                     | Арнем, Нидерланды                               | Мексика                                         | 3:1                                             | -                                               | Олимпийские игры 1928                           |
| 4                                               | 16 июля 1930                                    | Монтевидео, Уругвай                             | Мексика                                         | 3:0                                             | -                                               | Чемпионат мира 1930                             |
| 5                                               | 19 июля 1930                                    | Монтевидео, Уругвай                             | Франция                                         | 1:0                                             | -                                               | Чемпионат мира 1930                             |

Итого: 5 матчей / 0 голов; 3 победы, 0 ничьих, 2 поражения.